# Nahuel Donadell
Nahuel Alexander Donadell Álvarez (n. Mendoza, Argentina, 30 de marzo de 1991) es un futbolista argentino nacionalizado chileno. Juega como mediocampista de creación y actualmente milita en Coquimbo Unido de la Primera División de Chile.

## Biografía
Llegó hasta Santiago en el año 2010 para unirse a las divisiones inferiores del Club Unión Española.

## Clubes
| Club                  | País  | Año       |
| --------------------- | ----- | --------- |
| Unión Española        | Chile | 2010-2013 |
| Deportes Puerto Montt | Chile | 2013-2014 |
| Deportes Valdivia     | Chile | 2014-2015 |
| San Antonio Unido     | Chile | 2015-2016 |
| Deportes Valdivia     | Chile | 2016-2018 |
| General Velásquez     | Chile | 2019      |
| San Marcos de Arica   | Chile | 2020-2024 |
| Cobreloa              | Chile | 2024      |
| Coquimbo Unido        | Chile | 2025-Act. |

## Palmarés

### Campeonatos nacionales
| Título           | Club                | País  | Año  |
| ---------------- | ------------------- | ----- | ---- |
| Segunda División | San Marcos de Arica | Chile | 2022 |

### Distinciones individuales
| Distinción                                                | Año  |
| --------------------------------------------------------- | ---- |
| Máximo goleador de la Segunda División Chilena (12 goles) | 2019 |
| Mejor jugador de Segunda en la Gala Crack Easy            | 2022 |